# Schistoneurus irregularis
Schistoneurus irregularis är en tvåvingeart som beskrevs av Boris Mamaev 1964. Schistoneurus irregularis ingår i släktet Schistoneurus och familjen gallmyggor. Inga underarter finns listade i Catalogue of Life.